# Дурнєво (Курський район)
Дурнєво (рос. Дурнево) — присілок в Курському районі Курської області Російської Федерації.
Населення становить 250 осіб. Входить до складу муніципального утворення Клюквинська сільрада.

## Історія
Населений пункт розташований на території українського етнічного та культурного краю Східна Слобожанщина.
Від 2004 року входить до складу муніципального утворення Клюквинська сільрада.

## Населення
| 2002 | 2010 |
| ---- | ---- |
| 244  | ↗250 |